# Wiener Luft
Wiener Luft, in Deutschland unter dem Titel Auch Männer sind keine Engel bekannt, ist ein 1957 entstandenes österreichisch-deutsches Filmlustspiel in drei Episoden, inszeniert von Ernst Hofbauer, Walter Kolm-Veltée  und Karl Leiter. In den Hauptrollen sind zu jener Zeit beliebte Nachwuchsdarsteller wie Ingrid Andree, Peter Weck, Michael Heltau und Heinz Conrads zu sehen.

## Handlung
Achtung – Autodiebstahl
Der draufgängerische Peter hat sich in einem Strandbad in Ingrid verguckt. Da die sehr attraktive Blondine ihn als ein wenig aufdringlich empfindet, macht sich Ingrid schnell davon. Auf der Straße vor dem Bad entdeckt sie einen schmucken Mercedes, von dem sie annimmt, dass er sicherlich Paul gehört, einem ihrer Verehrer, der im Strandbad gerade eine andere hübsche Blondine anflirtet. Ingrid will Paul einen kleinen Streich spielen und mit dessen Auto davonbrausen, da stellt sich ihr plötzlich Peter, der hartnäckige Kavalier von vorhin, in den Weg. Nur knapp verhindert sie einen Unfall. Peter aber tut so, als habe sie ihn mit dem Auto touchiert und bittet sie darum, da er sich angeblich verletzt habe, ihn mitzunehmen. Dumm nur, dass der Wagen nicht Paul gehört, und daher wenig später als gestohlen gemeldet wird. Auf der Sacher-Terrasse gesteht Ingrid Peter, dass der Wagen gar nicht ihr gehöre. Doch die Polizei ist den beiden vermeintlichen Autodieben längst auf der Spur. Ingrid und Peter werden verhaftet, und erst auf dem Kommissariat stellt sich heraus, dass der Mercedes in Wahrheit Peter gehört und er der jungen Frau, in die er sich verliebt hat, eine kleine Lektion erteilen wollte.
… aber lieb sind sie doch!
Männer sind keine Engel – die Richtigkeit dieses Leitsatzes will die junge Lilo ihrer besten Freundin Christa beweisen, die soeben ihren Liebsten Hans geheiratet hat. Es brauche nur die passende Gelegenheit, und auch ihr Hans, so Lilo, würde irgendwann einmal fremdgehen. Um Christa jegliche Illusion über die Ehe zu nehmen, beginnt Lilo mit einem Mann zu flirten, den sie für Hans, dem sie zuvor nie persönlich begegnet ist, hält. Dabei handelt es sich jedoch um den jungen Axel, der Hansens Kompagnon ist. In Christa wächst angesichts Lilos Einlassungen derweil Argwohn und Eifersucht, doch ihr Mann klärt seine Frau auf, dass sich Lilo anstatt seiner Axel geangelt hat, im Glauben, dieser sei er. Als Lilo wiederum Freundin Christa im trauten Zusammensein mit ihrem Gatten, dem echten Hans, sieht, den sie ja für jemand anderen hält, ist sie erstaunt, dass nicht der Mann stets die Frau betrügt, sondern offensichtlich selbst eine Frischvermählte ihren Ehemann. Das junge Eheglück belässt es erst einmal bei dieser Fehleinschätzung, ehe man Lilo aufklärt. Lilo, die sich für so ausgebufft und abgeklärt gehalten hatte, muss erkennen, dass sie sich nicht nur geirrt, sondern mit Axel auch einen Mann kennengelernt hat, der ihr sehr gut gefällt.
Oh – ein Ozelot!
Franz und Irene sind miteinander verheiratet, was Irene jedoch nicht daran hindert, mit dem Rechtsanwalt Fritz, einem Herrn in den „besten Jahren“, ein Verhältnis anzufangen. Als Zeichen seiner Verehrung schenkt er der jungen Geliebten einen kostbaren Ozelot-Pelzmantel. Dieser Mantel aber gerät über einen Umweg (und einem Kofferaufbewahrungsschein) in Franzens Hände. Franz ist ebenfalls kein Engel, denn auch er hält sich eine Geliebte, die Karla heißt. Und Karla wird nun von Franz mit eben diesem Ozelot beschenkt, während Franz seiner erstaunten Gattin vorlügt, im Aufbewahrungsschein-Koffer sei lediglich eine Hose gewesen (und nicht der Ozelot, den Irene dort gebunkert hatte). Karla zieht augenblicklich den Pelzmantel über. Als Irene bei einem Heurigenbesuch ihren Ozelot nun an Karlas Körper entdeckt und ihren Gatten überdies an der Seite der Konkurrentin, kommt es zu einem handfesten Krach, Ohrfeige inklusive. Die beiden sich gegenseitig betrügenden Eheleute sehen sich vor dem Scheidungsrichter wieder.

## Produktionsnotizen
Wiener Luft entstand überwiegend Mitte 1957 an mehreren Drehorten in Österreich und wurde am 27. Juni 1958 uraufgeführt. Die deutsche Premiere erfolgte am 20. Februar 1959.
Produzent Eduard Hoesch übernahm auch die Produktionsleitung, Hans Zehetner gestaltete die Filmbauten. Herbert Janeczka war für den Ton zuständig. Es singt Margrit Sörensen. Co-Regisseur Karl Leiter starb im Sommer 1957, unmittelbar nach Vollendung seiner Episode.
Die hohe FSK-Altersbeschränkung (18 Jahre) in Deutschland trotz dieses leichtgewichtigen Filmstoffes erklärt sich durch die Tatsache, dass die Geschichten, bei denen es auch um Untreue und Ehebruch geht, nicht nur als schlüpfrig, sondern auch (für das Moralempfinden der 1950er Jahre) als ausgesprochen degoutant galten.

## Musik
Folgende Lieder werden vorgetragen:
- „Das machst nur du!“ (Musik: Heinz Neubrand, Text: Wolfgang Poppenberg)
- „Ich hab‘ mich Knall und Fall verliebt“ (Musik: Heinz Neubrand, Text: Wolfgang Poppenberg)
- „Auch Männer sind keine Engel“ (Musik: Heinz Neubrand, Text: Felix Horst)

## Kritiken
Das Lexikon des Internationalen Films rügte: „Überwiegend dilettantisch und langweilig inszeniert.“
Für TV Wunschliste war dies ein „Heiterer Episodenfilm über die Macken der Männer.“